# 谷川一彦
谷川 一彦（たにがわ かずひこ、1936年 - 2008年）は、日本の漫画家、アニメーター。広島県安村（現・広島市安佐南区）出身。

## 人物
原爆投下12年後の1957年に月刊誌『なかよし』で原爆で両親を失う少女を描いた漫画「星はみている」を連載。『漫画少年』『冒険王』『なかよし』『少女クラブ』『幼年ブック』などに漫画を発表した後、上京し、1961年に創設された虫プロダクションに入社して、テレビアニメ『鉄腕アトム』や『W3（ワンダースリー）』などの作画等を担当した。

## 経歴
- 1936年、広島県安村（現広島市安佐南区）に生まれる[1]。
- 1945年8月6日、米軍による原爆投下後、広島市鷹匠町（現広島市中区本川町）の勤め先で父が行方不明となる[1]。可部の自宅で黒い雨が降るのを目撃[1]。
- 1950年代以降、広島県立可部高等学校在学中[1]から、『漫画少年』、『冒険王』などに「山鳩物語」「森の仲間」などの漫画を発表[2]。
- 1952年に『冒険王』で「千万弗そうどう」で雑誌デビュー[2]。
- 1956年、「びっくり黒頭巾」を『なかよし』お正月増刊号に掲載[2]、「赤い星」を『幼年ブック』2月号付録[2]。「みつばちマーヤ」を『なかよし』11月臨時増刊号掲載[2]、「王女と魔もの」を『少女クラブ』12月号付録として発表[2]。
- 1957年、『なかよし』1月号から12月号で原爆で両親を失う少女を描いた漫画「星はみている」を連載[3]。『少女』2月号に同じく原爆が題材となっている「ほくろが3つある!」発表[4]
- 1958年、原爆が題材となっている「海はしってる」『なかよし』掲載[4]。この頃、上京する[3]。
- 1959年、「あらしに歌う」を『たのしい四年生』1月号から3月号まで連載[2]。『たのしい五年生』4月号から12月号まで連載[2]。
- 1960年、初めての単行本「星は見ている」を兎月書房より刊行[4][5]。
- 1961年に創設された虫プロダクションに入社、テレビアニメ『鉄腕アトム』などの作画等を担当した[3]。
- 1965年『鉄腕アトムクラブ』新年号掲載の「大都会メトロポリス」（原作・手塚治虫、文・郷のりやす）の作画担当。同年放送の『W3（ワンダースリー）』の第4話「くすのき物語」[6]。で作画担当[7]。
- 1970年代に広島に戻る。
- 2008年6月、死去[3]。
- 2009年12月、講談社から刊行された少女雑誌の付録の復刻本『懐かしの少女夢ふろく』に、「王女と魔もの」が収録された。
- 2010年1月6日から、広島市中区の広島平和記念資料館東館で約30点の当時の作品掲載誌や複製原画16点を含む「原爆まんがの一番星—谷川一彦資料展—」開催[3]。

## 評価
原爆を描いた「星はみている」は、これまで原爆を直接描いた最も古い漫画とされていた白土三平の「消え行く少女」（日本漫画社、1959年）よりも2年早く、中沢啓治の「黒い雨にうたれて」（『漫画パンチ』、1968年5月掲載）よりも、11年早く書かれている。（「はだしのゲン」は1972年に『月刊少年ジャンプ』連載）。「星はみている」の他に、数本の原爆をテーマにした作品があるとされる。
このように原爆を書いた漫画家として注目される前から、虫プロダクションに所属したことや手塚治虫の原作漫画を作画したことなどから、アニメファンや漫画コレクターの間では、解明と収集の対象となっていた。

## 書籍
- 谷川 一彦、山田 英生 (編)：「原水爆漫画コレクション2 閃光」、 平凡社、ISBN 978-4582286922 (2015年7月27日（予定）)。※ 1957年に雑誌「なかよし」に連載された『星は見ている』を完全収録。